# Dekanat Tyszowce
Dekanat Tyszowce – jeden z 19 dekanatów w rzymskokatolickiej diecezji zamojsko-lubaczowskiej.

## Parafie
W skład dekanatu wchodzi 9 parafii:
- parafia Przemienienia Pańskiego – Czartowiec
- parafia Niepokalanego Poczęcia NMP – Dub
- parafia Wniebowzięcia NMP – Honiatycze
- parafia Trójcy Przenajświętszej – Komarów-Osada
- parafia św. Michała Archanioła – Perespa
- parafia św. św. Cyryla i Metodego – Sahryń
- parafia Niepokalanego Poczęcia NMP – Turkowice
- parafia św. Leonarda – Tyszowce
- parafia św. Michała Archanioła – Zubowice

## Sąsiednie dekanaty
Grabowiec, Hrubieszów-Południe, Krasnobród, Łaszczów, Tomaszów-Północ